# Holzbach (Elbbach, Gemünden)
Der Holzbach ist ein etwa dreizehneinhalb Kilometer langer linker Zufluss des Elbbaches im Westerwald.

## Geographie

### Verlauf
Der Holzbach entspringt auf der Westerwälder Basalthochfläche in einem Auwald am nordöstlichen Fuße des Ochsenbergs, östlich von Rennerod. An seinem Oberlauf wird er auch  als Seckbach bezeichnet. 
Er bewegt sich zunächst in Richtung Westen am Nordhang des Ochsenbergs entlang. Nach gut einem Kilometer verlässt er den Wald und setzt seinen stark begradigten Lauf durch Felder und Wiesen fort. Kurz bevor er Rennerod erreicht, wendet er sich nach Südwesten und fließt am Ostrand des Ortes parallel zur Herborner Straße und passiert dann ab der Brunnenstraße  teils verrohrt die Ortschaft. Sein Weg ist jetzt nach Süden ausgerichtet und wird hier kurze Zeit von der B 54 (Limburger Straße) begleitet. Er fließt nun am östlichen Ortsrand von Waldmühlen, wendet sich bei der Mühlenstraße scharf nach Südwesten und läuft dann am Südrand der Ortschaft entlang. Er unterquert die B 54, erreicht nach gut einem Kilometer den Ortsrand von Seck und passiert anschließend den Süden des Ortes. Am Ortsausgang verstärkt ihn auf seiner rechten Seite der Wesbach. Der Holzbach wechselt seine Fließrichtung wieder nach Süden und wird nach gut zwei Kilometern auf seiner linken Seite vom Mausbach gespeist. Der Er schlängelt sich nun südwestwärts, fließt an dem urkundlich seit 1212 belegten Hofgut Dapprich vorbei und erreicht danach das seit 1929 ausgewiesene Naturschutzgebiet Holzbachdurchbruch, auch Holzbachschlucht genannt. Dort hat der Bach im Laufe der Zeit eine über 1,5 Kilometer lange und bis zu 30 Metern tiefe Schlucht in den Basalt gegraben. Von steilen Felswänden eingezwängt, muss er sich hier zwischen großen Felsen um umgestürzte Bäume winden. Seine Ufer säumen vorwiegend Eschen,  Ulmen und  Ahornbäume. Bei der Lochmühle verlässt der Holzbach das Naturschutzgebiet wieder und fließt in Richtung Süden an der Lexenmühle vorbei. Er meidet dabei Gemünden, indem er den Ort weiträumig von Osten am westlichen Hangfuß des Hohen Hahnscheids (433 m ü. NN) entlang umfließt. Sein Weg führt dabei an der Hessenmühle und der Neumühle vorbei, für beide zweigt jeweils ein Mühlgraben ab. Wenig unterhalb der Neumühle stößt auf seiner rechten Seite südwestlich des Galgenbergs der Keilbach zu ihm. 
Der Holzbach kreuzt dann noch die L 288 und mündet schließlich bei der Hammermühle in den Elbbach.

### Zuflüsse
- Wesbach (rechts), 2,4 km
- Mausbach (links), 2,6 km
- Keilbach (rechts), 4,2 km

### Flusssystem Elbbach
- Fließgewässer im Flusssystem Elbbach

## Biosphäre
Das  Naturschutzgebiet Holzbachdurchbruch ist ein wertvolles Biotop. So gedeihen dort u. a. Buschwindröschen, Scharbockskraut und Lerchensporn. An seltenen Vögeln kann man den Eisvogel, die Misteldrossel, die Wasseramsel und den Buntspecht beobachten und auch Dachs und Ringelnatter trifft man dort an.